# Centraal-Aziatisch kampioenschap voetbal 2023 (mannen)
Het Centraal-Aziatisch kampioenschap voetbal 2023 voor mannen was de eerste editie van het voetbaltoernooi voor landen die lid zijn van de Centraal-Aziatische voetbalbond (CAFA). Het toernooi werd gespeeld van 10 tot 20 juni 2023. De gastlanden waren Kirgizië en Oezbekistan. Iran won het toernooi.

## Deelnemende landen
| CAFA         | WAFF               |
| ------------ | ------------------ |
| Afghanistan  | Oman (uitgenodigd) |
| Iran         |                    |
| Kirgizië     |                    |
| Tadzjikistan |                    |
| Turkmenistan |                    |
| Oezbekistan  |                    |

## Loting
De zeven deelnemende landen werden in 4 potten gezet, verdeeld op basis van de FIFA-ranking van april 2023. De twee gastlanden kunnen niet elkaar in een groep terecht komen.
| Pot 1                                     | Pot 2                                           | Pot 3                                    | Pot 4       |
| ----------------------------------------- | ----------------------------------------------- | ---------------------------------------- | ----------- |
| - Iran (24) - Oezbekistan (74) (gastland) | - Kirgizië (96) (gastland) - Tadzjikistan (109) | - Turkmenistan (137) - Afghanistan (155) | - Oman (73) |

## Groepsfase

### Groep A
| Pos | Team         | Wed | W | G | V | Ptn | DV | DT | +/− | Kwalificatie       |
| --- | ------------ | --- | - | - | - | --- | -- | -- | --- | ------------------ |
| 1   | Oezbekistan  | 3   | 3 | 0 | 0 | 9   | 10 | 1  | +9  | Naar finale.       |
| 2   | Oman         | 3   | 1 | 1 | 1 | 4   | 3  | 4  | −1  | Naar troostfinale. |
| 3   | Tadzjikistan | 3   | 0 | 2 | 1 | 2   | 3  | 7  | −4  |                    |
| 4   | Turkmenistan | 3   | 0 | 1 | 2 | 1   | 1  | 5  | −4  |                    |

|                                               |                 |       |              |                                                                             |
| 11 juni 2023 «onderlinge duels» 18:30 (UTC+5) | Tadzjikistan    | 1 – 1 | Turkmenistan | Pachtakor Centraalstadion, Tasjkent Scheidsrechter: Akhrol Riskullaev (UZB) |
| 11 juni 2023 «onderlinge duels» 18:30 (UTC+5) | Khamrokulov 86' |       | 57' Annaýew  | Pachtakor Centraalstadion, Tasjkent Scheidsrechter: Akhrol Riskullaev (UZB) |

|                                               |                                 |       |      |                                                                 |
| 11 juni 2023 «onderlinge duels» 20:30 (UTC+5) | Oezbekistan                     | 3 – 0 | Oman | Milliystadion, Tasjkent Scheidsrechter: Dayirbek Abdilaev (KGZ) |
| 11 juni 2023 «onderlinge duels» 20:30 (UTC+5) | Masharipov 7', 24' Alijonov 89' |       |      | Milliystadion, Tasjkent Scheidsrechter: Dayirbek Abdilaev (KGZ) |

|                                               |                       |       |              |                                                                                             |
| 14 juni 2023 «onderlinge duels» 18:30 (UTC+5) | Oman                  | 1 – 1 | Tadzjikistan | Pachtakor Centraalstadion, Tasjkent Toeschouwers: 150 Scheidsrechter: Kirill Levnikov (RUS) |
| 14 juni 2023 «onderlinge duels» 18:30 (UTC+5) | Al-Yahyaei 14' (pen.) |       | 45' Khanonov | Pachtakor Centraalstadion, Tasjkent Toeschouwers: 150 Scheidsrechter: Kirill Levnikov (RUS) |

|                                               |                     |       |              |                                                                                          |
| 14 juni 2023 «onderlinge duels» 20:30 (UTC+5) | Oezbekistan         | 2 – 0 | Turkmenistan | Milliystadion, Tasjkent Toeschouwers: 14.410 Scheidsrechter: Nurzatbek Abdikadirov (KGZ) |
| 14 juni 2023 «onderlinge duels» 20:30 (UTC+5) | Shomurodov 51', 85' |       |              | Milliystadion, Tasjkent Toeschouwers: 14.410 Scheidsrechter: Nurzatbek Abdikadirov (KGZ) |

|                                               |              |                         |      |                                                                                               |
| 17 juni 2023 «onderlinge duels» 18:30 (UTC+5) | Turkmenistan | 0 – 2                   | Oman | Pachtakor Centraalstadion, Tasjkent Toeschouwers: 200 Scheidsrechter: Dayirbek Abdilaev (KGZ) |
| 17 juni 2023 «onderlinge duels» 18:30 (UTC+5) |              | 42' Mushaifri 76' Subhi |      | Pachtakor Centraalstadion, Tasjkent Toeschouwers: 200 Scheidsrechter: Dayirbek Abdilaev (KGZ) |

|                                               |                                                                                      |       |               |                                                                                 |
| 17 juni 2023 «onderlinge duels» 20:30 (UTC+5) | Oezbekistan                                                                          | 5 – 1 | Tadzjikistan  | Milliystadion, Tasjkent Toeschouwers: 9.099 Scheidsrechter: Hassan Akrami (IRN) |
| 17 juni 2023 «onderlinge duels» 20:30 (UTC+5) | Yakhshiboev 53' Shomurodov 56' (pen.) Fayzullaev 72' Erkinov 83' Urunov 90+6' (pen.) |       | 14' Umarbayev | Milliystadion, Tasjkent Toeschouwers: 9.099 Scheidsrechter: Hassan Akrami (IRN) |

### Groep B
| Pos | Team        | Wed | W | G | V | Ptn | DV | DT | +/− | Kwalificatie       |
| --- | ----------- | --- | - | - | - | --- | -- | -- | --- | ------------------ |
| 1   | Iran        | 2   | 2 | 0 | 0 | 6   | 11 | 2  | +9  | Naar finale.       |
| 2   | Kirgizië    | 2   | 1 | 0 | 1 | 3   | 4  | 5  | −1  | Naar troostfinale. |
| 3   | Afghanistan | 2   | 0 | 0 | 2 | 0   | 1  | 9  | −8  |                    |

|                                               |                  |               |             |                                                                           |
| 10 juni 2023 «onderlinge duels» 21:00 (UTC+6) | Kirgizië         | 3 – 0 (regl.) | Afghanistan | Dolen Omurzakovstadion, Bisjkek Scheidsrechter: Charymurad Kurbanov (TKM) |
| 10 juni 2023 «onderlinge duels» 21:00 (UTC+6) | Batyrkanov 90+7' |               |             | Dolen Omurzakovstadion, Bisjkek Scheidsrechter: Charymurad Kurbanov (TKM) |

|                                               |                                                                  |       |                  |                                                                           |
| 13 juni 2023 «onderlinge duels» 21:00 (UTC+6) | Iran                                                             | 6 – 1 | Afghanistan      | Dolen Omurzakovstadion, Bisjkek Scheidsrechter: Charymurad Kurbanov (TKM) |
| 13 juni 2023 «onderlinge duels» 21:00 (UTC+6) | M.Taremi 21', 28', 51' Azmoun 20' Jahanbakhsh 45' Reza Asadi 67' |       | 57' Farshad Noor | Dolen Omurzakovstadion, Bisjkek Scheidsrechter: Charymurad Kurbanov (TKM) |

|                                               |              |       |                                             |                                                                                              |
| 16 juni 2023 «onderlinge duels» 21:00 (UTC+6) | Kirgizië     | 1 – 5 | Iran                                        | Dolen Omurzakovstadion, Bisjkek Toeschouwers: 18.000 Scheidsrechter: Akhrol Riskullaev (UZB) |
| 16 juni 2023 «onderlinge duels» 21:00 (UTC+6) | Murzayev 52' |       | 34', 39' (pen.), 56' Taremi 66', 79' Azmoun | Dolen Omurzakovstadion, Bisjkek Toeschouwers: 18.000 Scheidsrechter: Akhrol Riskullaev (UZB) |

## Knock-outfase

### Troostfinale
|                                               |          |            |      |                                                                             |
| 20 juni 2023 «onderlinge duels» 18:30 (UTC+6) | Kirgizië | 0 – 1      | Oman | Pachtakor Centraalstadion, Tasjkent Scheidsrechter: Akhrol Riskullaev (UZB) |
| 20 juni 2023 «onderlinge duels» 18:30 (UTC+6) |          | 71' Arshad |      | Pachtakor Centraalstadion, Tasjkent Scheidsrechter: Akhrol Riskullaev (UZB) |

### Finale
|                                               |             |            |      |                                                                                    |
| 20 juni 2023 «onderlinge duels» 20:30 (UTC+6) | Oezbekistan | 0 – 1      | Iran | Milliystadion, Tasjkent Toeschouwers: 34.000 Scheidsrechter: Kirill Levnikov (RUS) |
| 20 juni 2023 «onderlinge duels» 20:30 (UTC+6) |             | 48' Azmoun |      | Milliystadion, Tasjkent Toeschouwers: 34.000 Scheidsrechter: Kirill Levnikov (RUS) |